# Boharticus margaretae
Boharticus margaretae är en stekelart som beskrevs av Grissell 1983. Boharticus margaretae ingår i släktet Boharticus och familjen puppglanssteklar. Inga underarter finns listade.